# Wikiprogramvara
Wikiprogramvara är den serverprogramvara som används för att driva en wiki på en webbplats. Programvaran anropas vanligen av själva webbservern genom CGI-gränssnittet, och innehåller funktioner som gör att det är lätt att ändra i webbsidorna, se hur en viss webbsida utvecklats, och återställa äldre versioner.
Den första wikiprogramvaran skapades av Ward Cunningham. Idag finns det ett stort antal olika.
Ett alternativ till att installera wikiprogramvara på en egen server är att använda ett wikihotell (eng. wiki farm eller wiki hosting service). Exempel på wikihotell med svenskt användargränssnitt är Wikia, Mindtouch, Zoho Wiki och skolwiki.

## Exempel på wikiprogram
De mest populära indelade efter programspråk.

### ASP
- LambdaWiki
- OpenWiki

### PHP
- WikkaWiki - http://wikkawiki.org/
- PHP Wiki - http://phpwiki.sourceforge.net/
- Tavi -
- WackoWiki - http://wackowiki.org/
- Wakka -
- MediaWiki -
- DokuWiki - https://web.archive.org/web/20080419135955/http://wiki.splitbrain.org/wiki:dokuwiki
- PmWiki - http://www.pmwiki.org/

### Perl
- Chiq chaq -
- Twiki - http://twiki.org
- UseModWiki
- Oddmuse

### Python
- MoinMoin - http://moinmoin.wikiwikiweb.de/
- Zim - https://zim-wiki.org/

### Övriga (programspråk)
- Swiki - https://web.archive.org/web/20030806052355/http://minnow.cc.gatech.edu/swiki/ Squeak Smalltalk
- CFWiki - Cold Fusion

och JavaScript
- CLiki - Common Lisp
- JSPWiki - JSP[förtydliga]
- Pike Wiki - Pike

- InterWiki - http://www.usemod.com/cgi-bin/mb.pl?InterWiki
- TipiWiki - https://web.archive.org/web/20030607014855/http://andi.dasstellenwirinsinternet.de/tipiwiki/index.php?wiki=FrontPage
- Zwiki - http://www.zwiki.org/
- SnipSnap - http://www.snipsnap.org
- Generic Applications Server